# 1644 en santé et médecine
| Années de la santé et de la médecine : 1641 - 1642 - 1643 - 1644 - 1645 - 1646 - 1647    |
| Décennies de la santé et de la médecine : 1610 - 1620 - 1630 - 1640 - 1650 - 1660 - 1670 |

Cet article présente les faits marquants de l'année 1644 en santé et médecine.

## Événements
- À Marseille, les médecins s’alarment de l’arrivée du café en France[1].

## Publications
- Jean-Baptiste Van Helmont publie Opuscula medica inaudita. I. De Lithiasi. II. De Febribus. III. De Humoribus Galeni. IV. De Peste[2]...

## Naissances

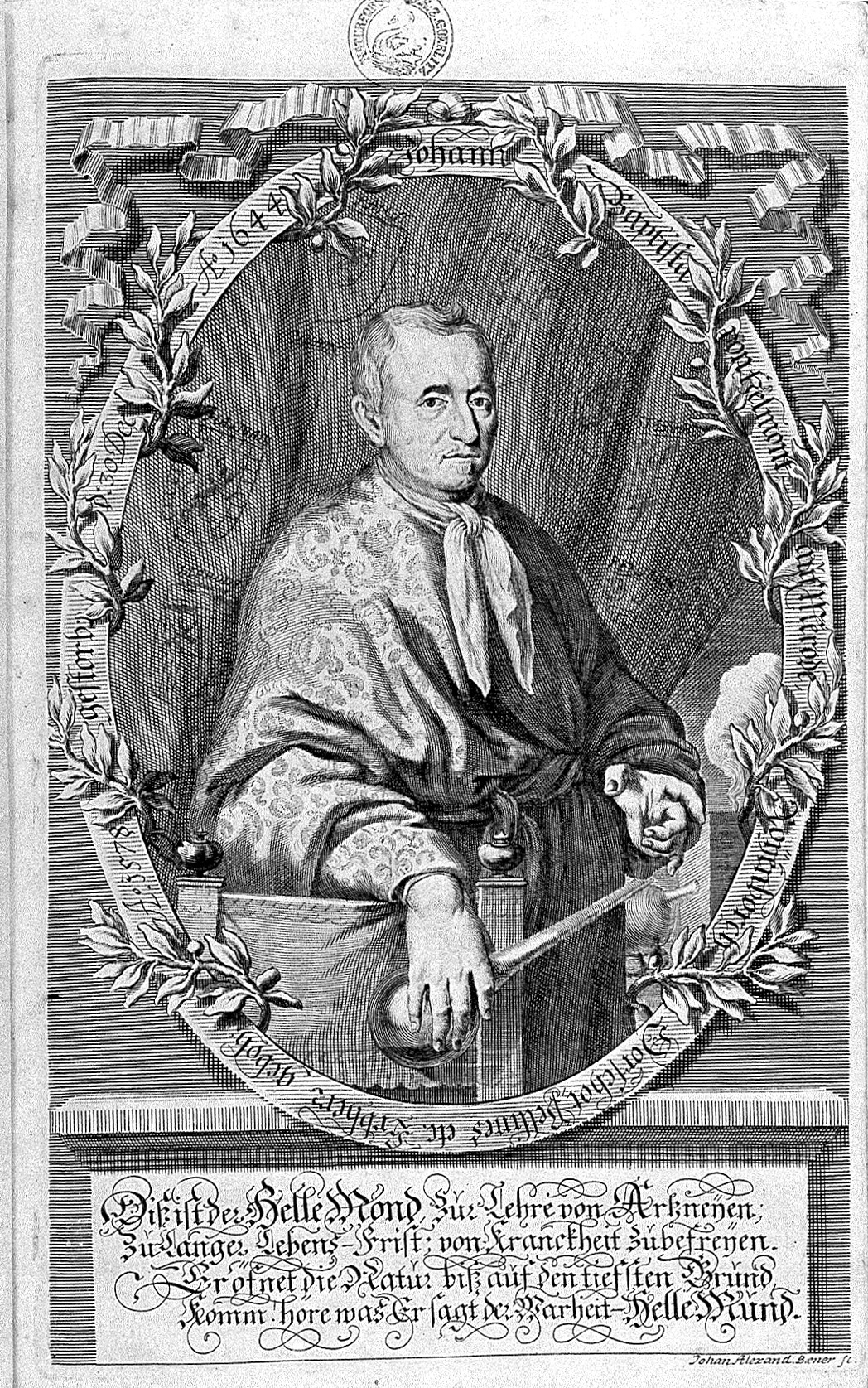
Jean-Baptiste Van Helmont

- 26 mai : Michael Ettmüller (mort en 1683), médecin allemand[3].
- Octobre : Edward Browne (mort en 1708), médecin et explorateur anglais.

## Décès
- 28 septembre : Thomas Johnson (né en 1604/5), médecin et botaniste britannique.
- 30 décembre : Jean-Baptiste Van Helmont (né en 1579), alchimiste, chimiste, physiologiste et médecin originaire des Pays-Bas espagnols[4].